# Rebeca Quintáns
Rebeca Quintáns López (Arzúa, A Corunha, 1964) é uma jornalista, escritora de investigação e professora espanhola.

## Biografia
Rebeca Quintáns é licenciada em Filología Hispânica pela Universidade de Santiago de Compostela. Doutorou-se em Jornalismo pela Universidade Complutense de Madrid com uma tese sobre a análise do discurso de Juan Carlos I.
Seu primeiro livro, Un Rey golpe a golpe, publicou-se na editora Ardi Beltza baixo o pseudónimo de Patricia Sverlo por motivos de segurança. Foi uma continuação da investigação realizada em sua tese doutoral, que em palavras da autora: "tinha tanto contraste entre a verdade da figura de Juan Carlos e a imagem criada nos meios de comunicação durante a Transição que eu estava a desejar contar todo isso".
Como jornalista tem escrito em diversos meios tanto convencionais (Interviú, Tiempo, El Semanal ou El Correo Gallego entre outros) como alternativos (Ardi Beltza, Kale Gorria, El Otro País, No a la Guerra ou Diagonal). Também é professora de Ensino Secundário e tem trabalhado como professora associada para a Faculdade de Ciências da Informação da Universidade Complutense de Madrid.
Em 2016 publicou Juan Carlos I: la biografía sin silencios, uma ampliação actualizada da trajectória do rei emérito na que repassa diferentes aspectos de sua vida não tratados pelos meios convencionais.

## Livros
- Un Rey golpe a golpe. Biografía no autorizada de Juan Carlos de Borbón (2000). Baixo o pseudónimo de Patricia Sverlo.[7]
- Gran Hermano: el precio de la dignidad (2000). Com Andrés Sánchez Díaz.[8]
- Juan Carlos I: la biografía sin silencios (2016).[9]